# Världscupen i orientering
Världscupen i orientering är en serie elittävlingar i orientering varje säsong med tävlingar huvudsakligen i Europa och i Australien. Den första världscupen arrangerades inofficiellt 1983, och officiellt 1986. Fram till 2004 arrangerades världscupen vartannat år, men därefter har världscupen arrangerats varje år. 
Nuvarande poängsystemet fungerar så att poäng delas ut till de första 40 personerna i varje deltävling där vinnaren får 100 poäng, 2:an får 80 poäng, 3:an får 60 poäng, 4:an får 50 poäng, 5:an får 45 poäng, 6:an får 40 poäng, 7:an får 37 poäng, 8:an får 35 poäng, 9:an får 33 poäng och sedan är det en fallande skala till plats 40 som får 1 poäng.
De länder som placerat sig i topp-6 i den sammanräknade totalen (herrar och damer tillsammans) från föregående år får 8 platser till varje deltävling, och andra länder får 6 platser totalt. Vinnarna av VM föregående år får ett wild card till samtliga deltävlingar.

## Vinnare

### Herrar
| Säsong | Etta                                   | Poäng                                  | Tvåa                                   | Poäng                                  | Trea                   | Poäng |
| ------ | -------------------------------------- | -------------------------------------- | -------------------------------------- | -------------------------------------- | ---------------------- | ----- |
| 2005   | Andrey Khramov                         | 266                                    | Thierry Gueorgiou                      | 259                                    | Daniel Hubmann         | 250   |
| 2006   | Thierry Gueorgiou                      | 293                                    | Daniel Hubmann                         | 276                                    | Valentin Novikov       | 247   |
| 2007   | Thierry Gueorgiou                      | 700                                    | Anders Nordberg                        | 381                                    | Daniel Hubmann         | 347   |
| 2008   | Daniel Hubmann                         | 800                                    | Thierry Gueorgiou                      | 653                                    | Matthias Merz          | 440   |
| 2009   | Daniel Hubmann                         | 680                                    | Thierry Gueorgiou                      | 465                                    | Peter Öberg            | 368   |
| 2010   | Daniel Hubmann                         | 807                                    | Matthias Müller                        | 613                                    | Thierry Gueorgiou      | 450   |
| 2011   | Daniel Hubmann                         | 788                                    | Thierry Gueorgiou                      | 560                                    | Mattias Merz           | 475   |
| 2012   | Matthias Kyburz                        | 784                                    | Olav Lundanes                          | 688                                    | Matthias Merz          | 553   |
| 2013   | Matthias Kyburz                        | 870                                    | Daniel Hubmann                         | 685                                    | Fabian Hertner         | 587   |
| 2014   | Daniel Hubmann                         | 1058                                   | Fabian Hertner                         | 519                                    | Matthias Kyburz        | 513   |
| 2015   | Daniel Hubmann                         | 790                                    | Matthias Kyburz                        | 605                                    | Olav Lundanes          | 384   |
| 2016   | Matthias Kyburz                        | 734                                    | Daniel Hubmann                         | 427                                    | Olav Lundanes          | 380   |
| 2017   | Matthias Kyburz                        | 588                                    | Olav Lundanes                          | 468                                    | Daniel Hubmann         | 463   |
| 2018   | Matthias Kyburz                        | 596                                    | Daniel Hubmann                         | 543                                    | Olav Lundanes          | 470   |
| 2019   | Gustav Bergman                         | 499                                    | Joey Hadorn                            | 394                                    | Daniel Hubmann         | 378   |
| 2020   | Inställd på grund av covid-19-pandemin | Inställd på grund av covid-19-pandemin | Inställd på grund av covid-19-pandemin | Inställd på grund av covid-19-pandemin |                        |       |
| 2021   | Kasper Fosser                          | 460                                    | Matthias Kyburz                        | 363                                    | Daniel Hubmann         | 304   |
| 2022   | Kasper Fosser                          | 382                                    | Martin Regborn                         | 247                                    | Gustav Bergman         | 231   |
| 2023   | Matthias Kyburz                        | 520                                    | Kasper Fosser                          | 461                                    | Gustav Bergman         | 290   |
| 2024   | Kasper Fosser                          | 444                                    | Martin Regborn                         | 346                                    | Eirik Langedal Breivik | 294   |

### Damer
| Säsong | Etta                                   | Poäng                                  | Tvåa                                   | Poäng                                  | Trea                            | Poäng |
| ------ | -------------------------------------- | -------------------------------------- | -------------------------------------- | -------------------------------------- | ------------------------------- | ----- |
| 2005   | Simone Niggli                          | 345                                    | Vroni König-Salmi                      | 285                                    | Anne Margrethe Hausken Nordberg | 261   |
| 2006   | Simone Niggli                          | 327                                    | Marianne Andersen                      | 302                                    | Minna Kauppi                    | 296   |
| 2007   | Simone Niggli                          | 745                                    | Heli Jukkola                           | 510                                    | Minna Kauppi                    | 427   |
| 2008   | Anne Margrethe Hausken Nordberg        | 917                                    | Minna Kauppi                           | 747                                    | Helena Jansson                  | 430   |
| 2009   | Simone Niggli                          | 630                                    | Marianne Andersen                      | 553                                    | Helena Jansson                  | 425   |
| 2010   | Simone Niggli                          | 1080                                   | Helena Jansson                         | 710                                    | Maja Alm                        | 422   |
| 2011   | Helena Jansson                         | 500                                    | Minna Kauppi                           | 480                                    | Lena Eliasson                   | 478   |
| 2012   | Simone Niggli                          | 934                                    | Minna Kauppi                           | 630                                    | Tatyana Riabkina                | 510   |
| 2013   | Simone Niggli                          | 885                                    | Tove Alexandersson                     | 836                                    | Annika Billstam                 | 571   |
| 2014   | Tove Alexandersson                     | 1026                                   | Judith Wyder                           | 720                                    | Maja Alm                        | 506   |
| 2015   | Tove Alexandersson                     | 540                                    | Sara Luescher                          | 487                                    | Nadiya Volynska                 | 459   |
| 2016   | Tove Alexandersson                     | 660                                    | Judith Wyder                           | 627                                    | Maja Alm                        | 490   |
| 2017   | Tove Alexandersson                     | 679                                    | Natalia Gemperle                       | 610                                    | Sabine Hauswirth                | 450   |
| 2018   | Tove Alexandersson                     | 851                                    | Karolin Ohlsson                        | 535                                    | Natalia Gemperle                | 438   |
| 2019   | Tove Alexandersson                     | 735                                    | Simona Aebersold                       | 473                                    | Natalia Gemperle                | 420   |
| 2020   | Inställd på grund av covid-19-pandemin | Inställd på grund av covid-19-pandemin | Inställd på grund av covid-19-pandemin | Inställd på grund av covid-19-pandemin |                                 |       |
| 2021   | Tove Alexandersson                     | 505                                    | Simona Aebersold                       | 480                                    | Hanna Lundberg                  | 305   |
| 2022   | Tove Alexandersson                     | 452                                    | Simona Aebersold                       | 362                                    | Andrine Benjaminsen             | 281   |
| 2023   | Tove Alexandersson                     | 660                                    | Sara Hagström                          | 495                                    | Simona Aebersold                | 367   |
| 2024   | Simona Aebersold                       | 520                                    | Tove Alexandersson                     | 437                                    | Natalia Gemperle                | 405   |

## Flest totala världscupsegrar (2005 och framåt)
Följande löpare har vunnit världscupen mer än 1 gång sedan 2005. Fetstil markerar aktiva idrottare. Aktualiserad 2023.
| Namn               | Antal segrar |
| ------------------ | ------------ |
| Tove Alexandersson | 9            |
| Simone Niggli      | 7            |
| Daniel Hubmann     | 6            |
| Matthias Kyburz    | 6            |
| Kasper Fosser      | 2            |
| Thierry Gueorgiou  | 2            |

### Fotnoter
1. ↑  IOF: Special Rules for the 2016 World Cup in Orienteering (s.3), engelska
2. 1 2  World Cup 2005 Overall
3. 1 2  World Cup 2006 Overall
4. ↑  ”Orienteering World Cup 2007”. Arkiverad från originalet den 20 november 2012. https://web.archive.org/web/20121120221720/http://orienteering.org/wp-content/uploads/2011/01/World-Cup-Final-Table-2007-Men.pdf. Läst 22 mars 2017.
5. ↑  ”Orienteering World Cup 2008”. Arkiverad från originalet den 20 november 2012. https://web.archive.org/web/20121120222533/http://orienteering.org/wp-content/uploads/2011/01/World-Cup-Final-Table-2008-Men2.pdf. Läst 22 mars 2017.
6. ↑  ”Orienteering World Cup 2009 (s. 3)”. Arkiverad från originalet den 20 november 2012. https://web.archive.org/web/20121120221616/http://orienteering.org/wp-content/uploads/2011/01/World-Cup-Final-Table-2009.pdf. Läst 22 mars 2017.
7. ↑  ”Orienteering World Cup 2010 (s. 3)”. Arkiverad från originalet den 22 november 2012. https://web.archive.org/web/20121122052428/http://orienteering.org/wp-content/uploads/2011/04/FootO-World-Cup-2010-Final-table.pdf. Läst 17 mars 2017.
8. ↑  ”Orienteering World Cup 2011 (s. 3)”. Arkiverad från originalet den 20 november 2012. https://web.archive.org/web/20121120221638/http://orienteering.org/wp-content/uploads/2012/03/FootO-World-Cup-2011-Final-table.pdf. Läst 17 mars 2017.
9. ↑  ”Orienteering World Cup 2012 (s. 3)”. Arkiverad från originalet den 19 juli 2014. https://web.archive.org/web/20140719071136/http://orienteering.org/wp-content/uploads/2014/04/Orienteering-World-Cup-2012-points-table.pdf. Läst 17 mars 2017.
10. ↑  ”Orienteering World Cup 2013 (s. 3)”. Arkiverad från originalet den 29 mars 2016. https://web.archive.org/web/20160329203615/http://orienteering.org/wp-content/uploads/2014/04/Orienteering-World-Cup-2013-points-table.pdf. Läst 17 mars 2017.
11. 1 2  IOF: Orienteering world cup 2014
12. 1 2  IOF: Orienteering world cup 2015
13. 1 2  IOF: Orienteering world cup 2016
14. 1 2  ”IOF: Alexandersson and Kyburz take top World Cup placings”. Arkiverad från originalet den 1 oktober 2017. https://web.archive.org/web/20171001031039/http://orienteering.org/alexandersson-and-kyburz-take-top-world-cup-placings/. Läst 30 september 2017.
15. ↑  ”Orienteering World Cup 2018 - Men” (på engelska) (pdf). Internationella orienteringsförbundet. http://ranking.orienteering.org/downloadpdf.ashx?doctype=wcup&group=Men&wcup=12. Läst 15 augusti 2019.
16. 1 2  ”CURRENT STANDING” (på engelska). Internationella orienteringsförbundet. https://orienteering.sport/worldcup-page/. Läst 10 oktober 2023.
17. 1 2  ”CURRENT STANDING” (på engelska). Internationella orienteringsförbundet. https://orienteering.sport/worldcup-page/. Läst 28 september 2024.
18. ↑  ”Orienteering World Cup 2007”. Arkiverad från originalet den 20 november 2012. https://web.archive.org/web/20121120221728/http://orienteering.org/wp-content/uploads/2011/01/World-Cup-Final-Table-2007-Women.pdf. Läst 22 mars 2017.
19. ↑  ”Orienteering World Cup 2008”. Arkiverad från originalet den 5 mars 2016. https://web.archive.org/web/20160305014037/http://orienteering.org/wp-content/uploads/2011/01/World-Cup-Final-Table-2008-Women1.pdf. Läst 22 mars 2017.
20. ↑  ”Orienteering World Cup 2009”. Arkiverad från originalet den 20 november 2012. https://web.archive.org/web/20121120221616/http://orienteering.org/wp-content/uploads/2011/01/World-Cup-Final-Table-2009.pdf. Läst 22 mars 2017.
21. ↑  ”Orienteering World Cup 2010”. Arkiverad från originalet den 22 november 2012. https://web.archive.org/web/20121122052428/http://orienteering.org/wp-content/uploads/2011/04/FootO-World-Cup-2010-Final-table.pdf. Läst 17 mars 2017.
22. ↑  ”Orienteering World Cup 2011”. Arkiverad från originalet den 20 november 2012. https://web.archive.org/web/20121120221638/http://orienteering.org/wp-content/uploads/2012/03/FootO-World-Cup-2011-Final-table.pdf. Läst 17 mars 2017.
23. ↑  ”Orienteering World Cup 2012”. Arkiverad från originalet den 19 juli 2014. https://web.archive.org/web/20140719071136/http://orienteering.org/wp-content/uploads/2014/04/Orienteering-World-Cup-2012-points-table.pdf. Läst 17 mars 2017.
24. ↑  ”Orienteering World Cup 2013”. Arkiverad från originalet den 29 mars 2016. https://web.archive.org/web/20160329203615/http://orienteering.org/wp-content/uploads/2014/04/Orienteering-World-Cup-2013-points-table.pdf. Läst 17 mars 2017.
25. ↑  ”Orienteering World Cup 2018 - Women” (på engelska) (pdf). Internationella orienteringsförbundet. http://ranking.orienteering.org/downloadpdf.ashx?doctype=wcup&group=Women&wcup=12. Läst 15 augusti 2019.
26. ↑  ”Tove Alexandersson årets orienterare 2019”. SVT Sport. 1 februari 2020. https://www.svt.se/sport/orientering/tove-alexandersson-arets-orienterare-2019. Läst 8 maj 2021.